# Tinea spilocoma
Tinea spilocoma är en fjärilsart som beskrevs av Edward Meyrick 1920. Tinea spilocoma ingår i släktet Tinea och familjen äkta malar. Inga underarter finns listade i Catalogue of Life.